# Fombio
Fombio est une commune italienne d'environ 1 800 habitants, située dans la province de Lodi, dans la région Lombardie, dans le nord de l'Italie.

## Administration
| Période                                  | Période | Identité | Étiquette | Qualité |
| ---------------------------------------- | ------- | -------- | --------- | ------- |
|                                          |         |          |           |         |
| Les données manquantes sont à compléter. |         |          |           |         |

### Hameaux
Retegno

### Communes limitrophes
Codogno, Somaglia, San Fiorano, Santo Stefano Lodigiano, Guardamiglio, San Rocco al Porto